# Dischidia rhodantha
Dischidia rhodantha är en oleanderväxtart som beskrevs av Henry Nicholas Ridley. Dischidia rhodantha ingår i släktet Dischidia och familjen oleanderväxter. Inga underarter finns listade i Catalogue of Life.